# Ryūnosuke Kusaka
Ryūnosuke Kusaka (草鹿 龍之介 Kusaka Ryūnosuke?,  25 de septiembre de 1893-23 de noviembre de 1971) fue un contraalmirante (ascendido a vicealmirante en 1944) y Jefe de Estado de la Flota Combinada de la Armada Imperial Japonesa durante la Segunda Guerra Mundial.

## Biografía

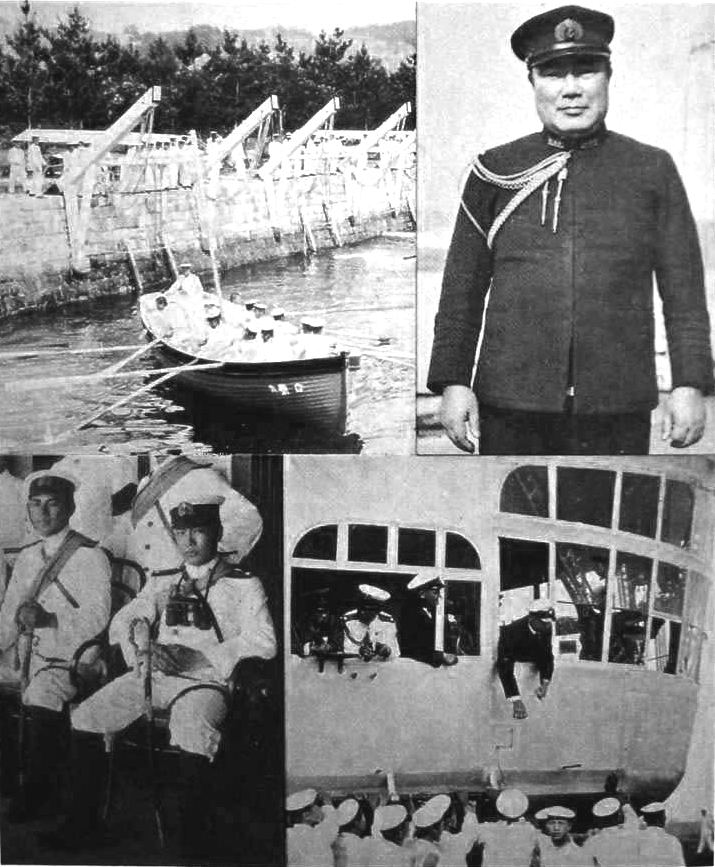
Fotos con Ryūnosuke Kusaka

Nació de un director del Grupo Sumitomo zaibatsu en Tokio, en 1893. En los registros familiares aparecía que era originario de la Prefectura de Ishikawa, y fue educado en Osaka.
Se graduó en la 41.ª clase de la Academia Naval Imperial Japonesa, graduándose el 14.º de una clase de 118 en 1917 y graduándose en la Escuela Naval de Artillería en 1920. Hizo su servicio de guardiamarina en los cruceros Azuma y Otowa. Después fue asignado al acorazado Kawachi y al crucero Yakumo. Más tarde sirvió en el acorazado Kongō y el destructor Kuwa. Después de su ascenso a teniente el 1 de diciembre de 1919, fue asignado a los acorazados Mutsu y Yamashiro, el destructor Susuki, y el barco de reparaciones Kantō. Fue ascendido a teniente comandante en 1925, y se graduó en el Colegio Naval el mismo año, especializado en aviación naval. Posteriormente fue capitán de un grupo naval de combate establecido en Kasumigaura, donde sirvió en numerosos puestos de personal.
El 1 de septiembre de 1933, fue nombrado oficial ejecutivo del crucero Iwate, y el 16 de noviembre de 1936 -tras su ascenso como capitán- recibió su primer mando; el portaaviones Hōshō. En 1939, se convirtió en capitán del portaaviones Akagi.

### Segunda Guerra Mundial
Tras su ascenso a contraalmirante el 15 de noviembre de 1940, estuvo al mando de la 24.ª Flotilla Aérea antes de ser nombrado Jefe de Estado de la 1.ª Flota Aérea (第一航空艦隊 Dai-ichi Kōkū Kantai) bajo las órdenes del vicealmirante Chūichi Nagumo, en abril de 1941.
Participó en la planificación estratégica y táctica del ataque a Pearl Harbor y la desastrosa batalla de Midway. Durante las secuelas de la batalla de Midway, Kusaka, adjunto de Nagumo, fue capaz de disuadir al comandante de la flota, Chuichi Nagumo y altos oficiales de suicidarse después de la derrota japonesa. Kusaka al saltar del puente se torció gravemente ambos tobillos y sufrió quemaduras durante la evacuación del Akagi, dañado críticamente durante la batalla.
Kusaka permaneció con la flota hasta noviembre de 1942, y aceptó una serie de puestos de personal a partir de entonces. Fue ascendido a vicealmirante el 1 de mayo de 1944 y trasladado a la Flota Combinada (聯合艦隊 Rengō Kantai) como Jefe de Estado bajo las órdenes del Comandante en Jefe Soemu Toyoda en noviembre del mismo año. Su asignación final fue el mando de la 5.ª Flota Aérea (第五航空艦隊 Dai-go Kōkū Kantai) después del suicidio de Matome Ugaki.

## En el Séptimo Arte
| Año  | Película                      | Actor           |
| ---- | ----------------------------- | --------------- |
| 1968 | Almirante Yamamoto            | Toru Abe        |
| 1970 | Tora! Tora! Tora!             | Ichirō Ryūzaki  |
| 1976 | La batalla de Midway (Midway) | Pat Morita      |
| 1981 | Rengō Kantai                  | Tatsuya Mihashi |
| 2005 | Otoko-tachi no Yamato         | Ryūzō Hayashi   |